# Metric
Metric é uma banda canadense formada em 1998 na cidade de Toronto. A banda teve vários momentos em outras cidades como em Montreal, Londres, Nova York e Los Angeles. 
O Primeiro álbum da banda, Old World Underground, Where Are You Now? , foi lançado em 2003 e ganhou uma indicação ao Juno Award de Best Alternative Album. Live It Out foi lançado em 04  de outubro de 2005 e foi nomeado ao Polaris Music Prize 2006 para o álbum canadense do ano e mais uma vez ao Juno Award nomeado a Melhor Álbum Alternativo.
O primeiro álbum de estúdio da banda, Grow Up and Blow Away, foi lançado em 26 de junho de 2007 pela Last Gang Records. O álbum foi originalmente gravado pela gravadora Restless, mas foi negligenciada quando foi comprada pela Rykodisc.
Haines e Shaw também participaram da banda Broken Social Scene, e Haines foi convidada nos álbuns de Stars , KC Accidental , The Stills , Jason Collett and Tiësto.
Seu quarto álbum de estúdio Fantasies foi lançado no Canadá e nos Estados Unidos em 7 de abril de 2009. O álbum foi indicado para o 2009 Polaris Music Prize para Álbum do Ano Canadense, e ganhou o Álbum Alternativo do Ano e Grupo do Ano no 2010 Juno Awards

## Integrantes
- Emily Haines – vocal e sintetizador
- James "Jimmy" Shaw – guitarra, vocal e teremim
- Josh Winstead – baixo
- Joules Scott-Key – bateria

## Discografia

### Álbuns
- 2001: Grow Up and Blow Away [nota 1]
- 2003: Old World Underground, Where Are You Now?
- 2005: Live It Out
- 2009: Fantasies
- 2012: Synthetica
- 2015: Pagans in Vegas
- 2018: Art of Doubt
- 2022: Formentera

1. ↑  Gravado entre 1999[1] e 2001,[2] mas lançado apenas em 2007 – com pequenas mudanças nas faixas do álbum.

### EPs
- 1998: Mainstream EP
- 2001: Static Anonymity
- 2007: Live at Metropolis
- 2009: Plug In Plug Out
- 2015: The Shade EP

### Singles
- 2001: "Grow Up and Blow Away" – Grow Up and Blow Away
- 2001: "Raw Sugar" – Grow Up and Blow Away
- 2004: "Combat Baby" – Old World Underground, Where Are You Now?
- 2004: "Succexy" – Old World Underground, Where Are You Now?
- 2004: "Dead Disco" – Old World Underground, Where Are You Now?
- 2006: "Monster Hospital" – Live It Out
- 2006: "Poster of a Girl" – Live It Out
- 2006: "Handshakes" – Live It Out
- 2007: "Empty" – Live It Out
- 2008: "Help, I'm Alive" – Fantasies
- 2009: "Front Row" – Fantasies
- 2009: "Gimme Sympathy" – Fantasies
- 2009: "Sick Muse" – Fantasies
- 2009: "Gold Guns Girls" – Fantasies
- 2010: "Stadium Love" – Fantasies
- 2010: "Eclipse (All Yours)" – The Twilight Saga: Eclipse
- 2012: "Youth Without Youth" – Synthetica
- 2012: "Breathing Underwater" – Synthetica
- 2013: "Synthetica" – Synthetica
- 2015: "The Shade" – Pagans In Vegas
- 2015: "Cascades" – Pagans In Vegas
- 2015: "Too Bad, So Sad" – Pagans In Vegas
- 2015: "Fortunes" – Pagans In Vegas
- 2018: "Dark Saturday" - Art of Doubt
- 2018: "Dressed to Supress" - Art of Doubt
- 2018: "Now or Never Now" - Art of Doubt
- 2019: "Love You Back" - Art of Doubt
- 2019: "Risk" - Art of Doubt
- 2022: "All Comes Crashing" - Formentera
- 2022: "Doomscroller" - Formentera
- 2022: "What Feels Like Eternity" - Formentera

### DVDs
- 2008: Live at Metropolis